# سردار شاه‌ولی خان
سردار شاه ولی خان (16 آوریل 1888 - آوریل 1977) معروف به مارشال سردار شاه ولی خان غازی یک شخصیت سیاسی و نظامی در افغانستان بود. او از خانواده مصاحبان و عموی محمد ظاهر شاه و رئیس جمهور محمد داوود خان بود . وی همچنین برادر تنی سردار شاه محمود خان ، پادشاه محمد نادرشاه و برادر ناتنی نخست وزیر محمد هاشم خان بود.